# 況明潔
况明潔（1966年11月26日—），臺灣演員、歌手、主持人。1985年至1990年間，與黃雅珉組成雙人女子偶像團體「城市少女」，1987年以〈年輕不要留白〉一曲成名。城市少女單飛後，況明潔轉往戲劇、主持發展，表現亮眼，持續活躍於臺灣演藝圈。

## 早年
况明潔出生於桃園縣八德鄉，父輩出身四川涪陵（今重慶市涪陵區）。她和政治人物鄭文燦是八德國中同屆同學。

## 演藝經歷

### 歌唱
1985年，況明潔與黃雅珉、唐玫瑰組成台灣版的「開心少女組」，初試啼聲。唐玫瑰退出演藝圈後，寶麗金唱片把開心少女重組成「城市少女」，結合美式塗鴉風格及日式動感俏麗，發行了七卷專輯。
城市少女的曲風大部分是快樂、青春又動感的舞曲，在1980年代末期是當時臺灣最紅的少女組合。況明潔舞藝精湛，黃雅珉歌喉甜美，兩人搭配無間。其代表作品除了〈年輕不要留白〉之外，後續作品如〈抓一個夢想在手上〉、〈散播歡樂散播愛〉、〈明天我們不見不散〉等，都是知名傳唱度高的歌曲。1988年4月19日，城市少女憑著高人氣，獲邀與松田聖子登上日本放送協會電視歌唱節目《NHK歌謡パレード88》。
城市少女除了唱歌，亦參與許多臺灣電影及廣告的演出。許多歌曲，如〈年輕不要留白〉、〈只打開一個眼睛〉、〈不想睡的紅舞鞋〉、〈星期八的早晨〉、〈真的跟你說真的〉、〈散播歡樂散播愛〉等，都是廣告及電影的搭配歌曲。
基於求新求變，也可能在合作的過程中；經常傳出兩人私下不和。1990年，寶麗金唱片發行了城市少女《不見不散》後，正式宣佈城市少女拆夥單飛發展。專輯中的慢歌〈緊緊相繫〉，歌詞旋律動人憂愁，道出兩人分離時不捨的心境。此情境為畢業生身同感受，因而成為畢業驪歌最熱門的歌曲。
在城市少女解散後，況明潔於1991年底推出了一張模仿珍娜傑克森的個人舞曲專輯《夜行天使》。為了轉變城市少女時期的形像，《夜行天使》造型走成熟美豔動感路線。〈寂寞男孩〉一曲改編近藤真彥的舞曲〈Dancing Babe〉。〈放逐你的心〉曲風為冷酷強勁的軍式舞曲，因此成為中視八點檔連續劇《長官好！》片頭曲。〈我停不下來〉專輯中的中板節奏藍調，MV還大手筆遠赴紐西蘭取景。當時的況明潔和藍心湄同為臺灣歌壇中舞技高超的女歌手。不過開始鍾情於演戲的況明潔，在個人專輯推出一年多後退出歌壇，專心在台灣演藝圈戲劇及主持界發展。
由於況明潔過往偶像紅歌手的身份一直沒有被觀眾忘記，況明潔不時仍會載歌載舞，在各大綜藝節目演唱出許多當年經典的歌曲。2011年，由於先前演出大愛劇場《路邊董事長》女主角，因而演唱了該劇片尾曲〈疼惜〉，此曲也由喜瑪拉雅音樂收錄在《大愛人間 6 - 疼惜》電視原聲帶裡。2013年，更受邀請到美國加州華人區域舉辦了兩場大愛感恩音樂會。

### 戲劇及主持
城市少女時期，況明潔早已經多方位參與多部學生電影及校園八點檔連續劇演出，第一齣戲劇為1986年台視八點檔連續劇《我心深處》。1987年更憑藉《年輕不要留白》熱賣專輯的當紅氣勢，與黃雅珉共同演出電影《黑皮與白牙》、《戰鬥營》。1988年更與莫少聰合作演出電影《江湖接班人》。
1990年，城市少女單飛後，由於況明潔外形頗有觀眾緣，開始專注於戲劇界發展，其中中視《浴火鳳凰》為當年高收視率的神化武俠連續劇。而後況明潔更首次嘗試演出戲份吃重的反派角色，與吳奇隆、陳志朋主演武俠連續劇《小俠龍旋風》。
1992年，況明潔在中視八點檔連續劇《再世情緣》一人分別飾演清朝珍格格與唐朝少女。精湛的演技奠定八點檔女主角的地位。
1993年，況明潔與美國電影界童星出身的華裔演員關繼威合作，主演台視宮廷喜劇《大太監與小木匠》。並且再次與《再世情緣》男主角楊慶煌搭檔，飾演《戲說慈禧》珍妃。
1994年，況明潔開始嘗試在主持界發展。從中視跳槽華視的《天生贏家》便是初次與曹啟泰、黃韻玲主持的金鐘獎高收視率綜藝節目。
1996年，況明潔更與吳宗憲搭擋主持台視綜藝節目《天天樂翻天》。戲劇及主持表現皆亮眼。
1996年繼《再世情緣》、《戲說慈禧》之後，再度與楊慶煌合作主演閩南語連續劇《超級笨仙女》。
1997年，況明潔在諷刺狗仔文化的台視喜劇《攝影棚也瘋狂》扮演新聞女主播高亞晴。此劇風格與歷年許多演出過的角色截然不同，戲劇之路越來越寬廣。
2000年代以後，況明潔持續活躍於臺灣演藝圈，除了主持命理、兩性及談話節目之外，也不斷的參演電視劇。其中廣為人知的有2001年，和陳昭榮搭擋主演的三立台灣台《台灣阿誠》。
2005年，演出由柴智屏與吳宗憲制作的東森電視喜劇《好美麗診所》，扮演女主角「蕭薔薇」詮釋合宜，收視頗佳。其後開始在民視演出八點檔連續劇《意難忘》。
2008年，參與民視高收視率八點檔連續劇《娘家》的演出，飾演一位千金大小姐楊欣儀。
2010年，暑假演完大愛電視的《路邊董事長》戲劇後，赴中國青島拍攝金牌製作人阮虔芷的新戲《愛的交響樂》（又名愛情有點藍），飾演一位時尚女編輯。
2012年至今，除了持續不定期參與各大台灣綜藝節目，以特別來賓的身份錄影之外，同時也忙碌參加大愛台《我愛波麗士》，中天電視首部偶像劇「記得·我們有約」的戲劇演出，三立電視台《我的自由年代》、《天下女人心》，以及《幸福事務所》、《樂活在人間》節目主持。

## 私生活
況明潔個性活潑開朗，在圈內的人緣很好，後輩皆稱她為小玲姊。同輩分好朋友包括趙詠華、謝麗金、星星王子(閻永恆)等。

### 感情與婚姻
就讀國光藝校時，曾與庹宗康交往，毕业时分开。城市少女時期，與影星王戎的兒子王星交往六年。她亦曾與其經紀人吳明遠戀愛，2006年9月28日分手。她曾被曾國城追求未果。況明潔與交往多年的男友劉紀軍（Michael）結婚，於2011年7月4日舉行盛大婚禮。

### 軼聞
城市少女時期，和同公司的草蜢很要好（尤其是蔡一智），常私下帶他們出遊，去迪斯可、日本料理，晚上又在房間裡打牌、喝小酒；還曾因為她和草蜢隊3人一起躺在床上聊天，而引起當時的男友王星吃醋，衝到環亞飯店去要打草蜢，結果沒打成，打到宣傳。
根據好友趙詠華的爆料，況明潔有電話恐懼症。況明潔表示，原因在於自己覺得「有電話來都沒好事」，所以不喜歡接電話。

好友謝麗金表示，況明潔原本不敢自己一個人去便利商店買東西，一直到大約2006年底、2007年初的時候，才終於能夠一個人去。況明潔表示，以前的自己只要出了家門，逛街、看電影、出國之類的任何事，都不會只有自己一個人去做。

## 音樂作品

### 唱片專輯

#### 開心少女時期
| # | 年份   | 專輯                                                                                                 | 語言       | 唱片公司 | 曲目 |
| - | ------ | --- | ---------- | -------- | --- |
| 1 | 1985年 | 開心少女組/《開心鬼放暑假》 1985年時配合電影「開心鬼放暑假」特別企劃的電影原聲帶〈國粵語版本收錄〉。 | 國語、粵語 | 寶麗金   | 曲目 1. 開心放暑假 (電影 開心鬼放暑假 主題曲) 2. 願你說一句 3. 十八樓樓下 4. 良師頌 (電影 開心鬼放暑假 插曲) 5. 仲夏情歌 6. 不管你是誰 7. 偶像 Poster 8. 天真的愛情 (黃雅珉獨唱)(電影 開心鬼放暑假 插曲) 9. 全為愛你 10. 一千個陽光晚上 11. 理想 (況明潔獨唱) 12. 開心放暑假 (音樂) (粵語版) |

#### 城市少女時期
| # | 年份       | 專輯                                        | 語言 | 唱片公司 | 曲目 |
| - | ---------- | ------------------------------------------- | ---- | -------- | --- |
| 1 | 1985年12月 | 城市少女/《拉手》                           | 國語 |          | 曲目 1. 城市少女 2. 單純的歲月 3. 我的朋友叫寂寞 4. 我不在意 5. 感覺時鐘 6. 拉手 7. 即使曾經 8. 新潮時髦流行 9. 水果沙拉 10. 開心 |
| 2 | 1987年5月  | 城市少女/《年輕不要留白》                   | 國語 |          | 曲目 1. 寂寞公路 2. 年輕不要留白 (資生堂化妝品廣告曲) 3. 我不要做模範生 4. 少女日記 5. 無話可說 6. 你們為什麼不回家 7. 年輕之愛 8. 青春校園 9. 校園青春樂 10. 我不像你想像的那樣                                                                            |
| 3 | 1988年1月  | 城市少女/《老師有問題》                     | 國語 | 寶麗金   | 曲目 1. 老師有問題 (老師有問題電影主題曲) 2. 來自黑夜的心 3. 來吧！跳舞 (波樂洋芋片廣告曲) 4. 舞季 5. 365天的情歌 6. 陽光少年 7. 只打開一個眼睛 8. 浪漫的季節 9. 說不出的心情 10. 只有傷心 11. 芭蕾女孩 12. 燭光                                            |
| 4 | 1988年     | 城市少女/《陽光少年EP》                     | 國語 | 齊飛     | 曲目 1. 陽光少年 电影战斗营主题曲 2. 烛光 电影战斗营插曲 3. 只有伤心 电影吃醋大丈夫主题曲 4. 请你倾听 5. 阳光少年(音乐) |
| 5 | 1988年7月  | 城市少女 /《夏日宣言 - 抓一個夢想在手上》   | 國語 |          | 曲目 1. 缘起太阳 2. 追寻另一个永远 3. 抓一个梦想在手上 4. 蓝天咖啡屋 5. 太阳雨 6. 雨中少年 7. 不想睡的红舞鞋 (萊茵香檳汽水廣告曲) 8. 蓝月泡沫 9. 我就是想他 10. 彩虹幻梦 (電影 靈幻童子 主題曲)                                                             |
| 6 | 1989年3月  | 城市少女/《新鮮貴族》                       | 國語 | 寶麗金   | 曲目 1. 真的跟你說真的 (香吉士果汁廣告曲) 2. 佔領我的愛 3. 打開你的心 (黃雅珉獨唱) 4. 星期八的早晨 (大乖乖廣告曲) 5. 兩種心情 6. 新鮮貴族 (新貴派廣告曲) 7. 愛情沒有理由 8. 搖擺生活 (況明潔獨唱) 9. 到底我做錯什麼 10. 少年先鋒 (電影 七小福再出擊 主題曲) |
| 7 | 1989年10月 | 城市少女 /《永遠的朋友 - 寶麗金群星合輯》   | 國語 |          | 曲目 1. 永遠的朋友(大合唱) 2. 散播歡樂散播愛 3. 心願(大合唱) |
| 8 | 1990年3月  | 城市少女 /《不見不散》                      | 國語 | 寶麗金   | 曲目 1. 明天我們不見不散 2. 緊緊相繫 3. 和生活談一場戀愛 4. 你還有我 5. 慢慢離開我 (黃雅珉獨唱) 6. 年輕的夢不打烊 7. 禮物 8. 我掉了一個情人 (況明潔獨唱) 9. 城市少女十二變                                                                                  |
| 9 | 1990年5月  | 城市少女 /《散播歡樂散播愛 - 分手紀念專輯》 | 國語 | 寶麗金   | 曲目 1. 散播歡樂散播愛 2. 年輕不要留白 3. 真的跟你說真的 4. 不想睡的紅舞鞋 5. 單純的歲月 6. 拉手 7. 抓一個夢想在手上 8. 來吧跳舞 9. 佔領我的愛 10. 寂寞公路 11. 老師有問題 12. 明天我們不見不散                                                             |

#### 個人
| # | 年份      | 專輯                                | 語言 | 唱片公司 | 曲目 |
| - | --------- | ----------------------------------- | ---- | -------- | --- |
| 1 | 1991年9月 | 況明潔 /《夜行天使》 - 《個人專輯》 | 國語 |          | 曲目 1. 寂寞男孩 2. 放逐你的心 (中視八點檔連續劇《長官好！》片頭曲) 3. 再等你一次 4. 夜的漩渦 5. 理想國度 6. 我停不下來 7. 剩下一個人 8. 疼愛我的人 9. 第六感應 10. 撒旦與黑水晶 |
| 2 | 2011年1月 | 《大愛人間 6 -疼惜 電視原聲帶》     | 台語 |          | 曲目 1. 疼惜(況明潔&荒山亮)-大愛劇場「路邊董事長」片尾曲 |

## 出版作品

### 寫真書籍
- 《城市少女不見BOOK1 寫真攝影集》

- 《城市少女不散BOOK2 寫真攝影集》

## 電視劇
| 年份   | 電視台          | 劇名                          | 飾演角色      |
| ------ | --------------- | ----------------------------- | ------------- |
| 1983年 | 中視            | 少年十五二十時                | 學生甲        |
| 1986年 | 台視            | 我心深處                      | 宋玉屏        |
| 1989年 | 中視            | 鋤頭博士                      | 蔡麗娟        |
| 1990年 | 中視            | 浴火鳳凰                      | 小鈴噹        |
| 1991年 | 台視            | 小俠龍旋風                    | 西門霜        |
| 1991年 | 中視            | 金色時光                      | 王碧琴        |
| 1992年 | 中視            | 我的爸爸是主播                | 愛琴          |
| 1992年 | 中視            | 再世情緣                      | 白玉蓮        |
| 1993年 | 中視            | 戲說慈禧                      | 珍妃          |
| 1993年 | 台視            | 大太監與小木匠                | 袁小玉        |
| 1994年 | 中視            | 牽手出頭天                    | 陳曉竹        |
| 1994年 | 台視            | 倚天屠龍記                    | 朱九真        |
| 1994年 | 台視            | 吹鼓吹彩霞飛                  | 謝淑女        |
| 1994年 | 台視            | 台灣水滸傳                    | 藍秋月        |
| 1995年 | 中視            | 今夜作夢也會笑                | 祝國慶        |
| 1996年 | 華視            | 三國英雄傳之關公              | 夏侯英        |
| 1996年 | 華視            | 超級笨仙女                    | 方仙女        |
| 1996年 | 台視            | 儀式                          | 茱迪          |
| 1997年 | 台視            | 攝影棚也瘋狂                  | 高亞晴        |
| 1997年 | 華視            | 施公奇案-新官上任             | 錢玉蘭        |
| 1997年 | 台視            | 四千金：情比姐妹深            | 張雅芝        |
| 1998年 | 華視            | 超級世家                      | 許月嬌        |
| 1998年 | 華視            | 神仙一個半                    | 溫妮          |
| 1998年 | 華視            | 施公奇案-- 盲劍遊龍           | 芙蓉          |
| 1998年 | 民視            | 舉頭三尺有神明-我的爸爸是運匠 | 梁文英        |
| 1998年 | 民視            | 白賊七—閹雞趁鳳飛             | 秋桃          |
| 1998年 | 台視            | 一品夫人芝麻官                | 摘星格格      |
| 1999年 | 三立            | 鄉野奇談                      | 寧兒          |
| 1999年 | 華視            | 良緣天註定                    | 八喜婆        |
| 1999年 | 台視            | 台灣廖添丁                    | 陽子公主      |
| 1999年 | 華視            | 月老笑姻緣                    | 八喜婆        |
| 1999年 | 華視            | 啞巴與新娘                    | 王明珠        |
| 2000年 | 民視            | 大腳阿媽                      | 劉彩鳳        |
| 2000年 | 台視            | 神仙動員令-第一單元           | 陳容容/巧霜   |
| 2000年 | 中視            | 笨小孩(傻阿甘)                | 王曉珂        |
| 2000年 | 民視            | 將心比心                      | 賴玉英        |
| 2001年 | 華視            | 才子佳人乾隆皇                | 香格格        |
| 2001年 | 三立台灣台      | 台灣阿誠                      | 陳麗華        |
| 2001年 | 台視            | 望鄉                          | 阿青          |
| 2002年 | 華視            | 大家樂歡天                    | 阿霞          |
| 2002年 | 民視            | 超人氣學園                    | 林美莉        |
| 2003年 | 大愛電視台      | 夜明珠                        | 葉明珠        |
| 2003年 | 大愛電視台      | 智慧花開                      | 林智慧        |
| 2004年 | 中視            | 女人要有錢                    | 王安娜        |
| 2004年 | 民視            | 意難忘                        | 何佩琪        |
| 2004年 | 華視            | 升空高飛                      | 空姐長        |
| 2005年 | 東森戲劇台      | 好美麗診所                    | 蕭薔薇        |
| 2006年 | 民視            | 愛                            | 李曼娜        |
| 2008年 | 民視            | 原來我不帥                    | 老闆娘        |
| 2008年 | 緯來            | 這裡發現愛                    | 冠冠          |
| 2008年 | 民視            | 娘家                          | 楊欣儀        |
| 2010年 | 八大            | 就想賴著妳                    | 富豪妻        |
| 2010年 | 大愛電視台      | 路邊董事長                    | 葉鑾鳳        |
| 2011年 | 浙江衛視        | 愛的交響樂（愛情有點藍）      | 李依華        |
| 2011年 | 中天            | 記得．我們有約                | 文泰母        |
| 2011年 | 三立台灣台      | 牽手                          | 趙院長        |
| 2012年 | 三立都會台      | 愛上巧克力                    | 葉美人        |
| 2012年 | 大愛電視台      | 我愛波麗士                    | 翁千惠        |
| 2012年 | 大愛電視台      | 執法金剛                      | 翁千惠        |
| 2012年 | 大愛電視台      | 城市奏鳴曲                    | 翁千惠        |
| 2012年 | 大愛電視台      | 生命的樂章                    | 翁千惠        |
| 2012年 | 三立台灣台      | 天下女人心                    | 楊秋梅 賴秀如 |
| 2013年 | 大愛電視台      | 幸福美容院                    | 李瑞玉        |
| 2013年 | 三立都會台      | 就是要你愛上我                | 陳秘書        |
| 2013年 | 三立都會台      | 我的自由年代                  | 何碧玟        |
| 2014年 | 三立都會台      | 幸福兌換券                    | 邱雅妮        |
| 2015年 | 大愛電視台      | 南國小太陽                    | 黃秀蘭        |
| 2015年 | 三立台灣台      | 思慕的人                      | 廖阿雀 呂秀鸞 |
| 2015年 | 大愛電視台      | 阿嬌姨的苦甘人生              | 謝莉嬌        |
| 2016年 | 三立都會台      | 我的極品男友                  | 林蕙蘭        |
| 2016年 | 江西衛視        | 擁抱幸福                      | 馮詠荷        |
| 2017年 | 三立都會台      | 噗通噗通我愛你                | 江惠媛        |
| 2018年 | TVBS歡樂台      | 女兵日記                      | 高曉玲        |
| 2020年 | 大愛電視台      | 我家的美好時光                | 冷鍾玉惠      |
| 2020年 | 三立台灣台      | 天之驕女                      | 許明鳳        |
| 2020年 |                 | 浪花男神                      | 丁曼琳        |
| 2022年 | 華視 三立都會台 | 門當互懟愛上你                | 陳緣緣        |
| 2023年 | 三立台灣台      | 天道                          | 鄭素媛/宋玲鳳 |
| 2023年 | 大愛電視台      | 搜尋者                        | 簡美英        |

## 電影
| 年份   | 片名           | 飾演   |
| ------ | -------------- | ------ |
| 1986年 | 《校園檔案》   |        |
| 1987年 | 《黑皮與白牙》 | 白牙   |
| 1987年 | 《校園青春樂》 |        |
| 1987年 | 《戰鬥營》     | 況明潔 |
| 1988年 | 《老師有問題》 | 張純純 |
| 1988年 | 《江湖接班人》 | 小肉包 |
| 1989年 | 《青春派對》   | 況明潔 |
| 1990年 | 《又見操場》   | 許佳珍 |
| 1990年 | 《明月幾時圓》 |        |
| 1990年 | 《七月鬼門開》 | 李能靜 |
| 1993年 | 《將邪神劍》   | 黃乙梅 |

## 廣告代言
- 城市少女時期：
  - 《資生堂化妝品》
  - 《大乖乖》
  - 《琴香水口香糖》
  - 《新貴派》
  - 《萊茵香檳》
  - 《波樂洋芋片》
  - 《香吉士果汁汽水》
  - 《富士軟片》
  - 《森永飛樂食品》

- 個人時期：
  - 《Absolu 絕色瓷肌 護膚品牌2014代言》
  - 《D'Care 護膚品牌2011代言》
  - 《佐媚爾朵—美白與面膜保養系列》
  - 《富邦momo台—COVER QUEEN化妝品》
  - 《高原優酪乳廣告2004年》
  - 《日立冰箱》
  - 《日立洗衣機》
  - 《東森—蝦紅素保養系列》
  - 《詩威特美容產品2005年》
  - 《潤波洗髮乳》
  - 《小豆苗 整人泡妞》

## 主持作品

### 綜藝節目
| 年份           | 頻道       | 節目                       | 備註                         |
| 1994年5月24日  | 中視、華視 | 《天生贏家》               | 與曹啟泰主持                 |
| 1995年9月18日  | 台視       | 《天天樂翻天》             | 與吳宗憲、黃子佼主持         |
| 1997年10月17日 | 台視       | 《相好星期五》             | 與張晨光、小亮哥主持         |
| 1996年11月3日  | 台視       | 《飛越星期天》             | 與陳美鳳、費玉清、張衛健主持 |
| 1997年6月28日  | 中視       | 《超級龍捲風》             | 與曹啟泰、劉錫明主持         |
| 1994年         | 華視       | 《綜藝女人國》             | 與白冰冰、羅時豐主持         |
| 1985年11月9日  | 華視       | 《週末派》                 | 與張小燕以助理主持身份合作   |
| 2002年8月12日  | 超視       | 《命運好好玩》             | 與何篤霖主持                 |
| 2003年10月     | 緯來綜合台 | 《命運很奇妙》             | 與卜學亮主持                 |
| 2002年12月5日  | 中視       | 《非常男女》               | 與胡瓜主持                   |
| 2003年         | 民視       | 《辣妹向前衝》             | 與許效舜主持                 |
| 1998年         | 三立       | 《21世紀新人歌唱排行榜》   | 代班，與澎恰恰主持           |
|                | 三立       | 《超級爭霸戰》             |                              |
|                | TVBS頻道   | 《亞洲金曲大放送》         | 與謝祖武主持                 |
| 2005年6月2日   | 中天娛樂台 | 《國明生活須知》           | 與洪宗適（阿國）主持         |
| 2004年7月17日  | 緯來綜合台 | 《全面攔潔》               | 單獨主持                     |
|                | 八大綜合台 | 《十點同樂會》             | 與黃品源主持                 |
| 2005年7月18日  | 衛視中文台 | 《女狼俱樂部》             | 與李芳雯、戈偉如主持         |
|                | 衛視中文台 | 《女狼俱樂部之窈窕大作戰》 | 短期                         |
| 2011年         | 中天娛樂台 | 《幸福事務所》             | 單獨主持                     |
|                | 人間衛視   | 《樂活在人間》             | 單獨主持                     |

## 獎項紀錄
| 年份   | 獲提名       | 獎項                         | 結果 |
| ------ | ------------ | ---------------------------- | ---- |
| 1997年 | 《天生贏家》 | 第32屆金鐘獎綜藝節目主持人獎 | 提名 |

## 外部連結
- 況明潔的Facebook專頁
- 況明潔的新浪微博
- 況明潔在互联网电影资料库（IMDb）上的資料（英文）
- 況明潔在香港影庫上的簡介
- 況明潔在豆瓣上的资料（简体中文）
- 況明潔在时光网上的簡介（简体中文）